# ميشيل سيرا
ميشيل سيرا (بالإيطالية: Michele Serra)‏ هو صحفي وكاتب وكاتب سيناريو إيطالي، ولد في 10 يوليو 1954 في روما في إيطاليا.

## وصلات خارجية
- ميشيل سيرا على موقع IMDb (الإنجليزية)